# 里姆森林 (加利福尼亞州)
里姆福雷斯特（英語：Rimforest）是位於美國加利福尼亞州聖貝納迪諾縣的一個非建制地區。該地的面積和人口皆未知。

## 地理
里姆福雷斯特的座標為34°13′47″N 117°13′30″W / 34.22972°N 117.22500°W，而該地的平均海拔高度為1720米（即5642英尺）。